# Kim Bauer
Kim Bauer er en fiktiv person i den amerikanske action-/spændingsserie 24 Timer. Hun er hovedpersonen Jack Bauers datter. Hun bliver i sæson 1 kidnappet sammen med sin mor Teri der i den sæson også dør.
| 24 Timer | Spire Denne artikel om tv-serien 24 Timer er en spire som bør udbygges. Du er velkommen til at hjælpe Wikipedia ved at udvide den. |